# Cordoma
El cordoma és un tipus de càncer de la medul·la espinal. Concretament, es creu que és un tipus rar de neoplàsia de creixement lent que sorgeix de restes cel·lulars de la notocorda. L'evidència d'això és la ubicació dels tumors, els patrons de tinció immunohistoquímics similars i la demostració que les cèl·lules notocordals es queden preferentment a les regions clivus i sacrococcígees quan la resta de la notocorda retrocedeix durant el desenvolupament del fetus.
Els cordomes poden sorgir de l'os a la base del crani i a qualsevol part de la columna vertebral. Les dues localitzacions més comunes són cranialment al clivus i al sacre a la part inferior de la columna vertebral. El cordoma sacre es presenta amb dolor lumbar crònic.

## Genètica
Alguns estudis indiquen que diversos membres d'una mateixa família poden ser afectats per cordoma, el que suggereix una predisposició genètica. En quatre d'aquestes famílies, es va trobar que la duplicació del gen de transcripció del factor T (gen de la braquiúria) estava relacionada amb l'aparició de la malaltia.
També s'ha suggerit una possible correlació amb el complex d'esclerosi tuberosa (TSC1 o TSC2).

## Diagnòstic
L'any 2015 es van publicar a The Lancet Oncology les primeres directrius de consens per al diagnòstic i tractament del cordoma. Aquests tumors expressen braquiúria i citoqueratina, que es poden detectar mitjançant immunohistoquímica.

### Classificació
Hi ha tres variants histològiques del cordoma: convencional, condroide i desdiferenciat.
- L'aspecte histològic del cordoma convencionar és d'un tumor lobulat format per grups de cèl·lules separades per septes fibrosos. Les cèl·lules tenen uns nuclis rodons petits i un citoplasma amb una gran quantitat de vacúols, de vegades descrit com a "fisalífer" a causa de la seva semblança amb la planta Physalis.
- Els cordomes condroides mostren histològicament característiques més similars a les del condrosarcoma.

## Tractament
En la majoria dels casos, la resecció quirúrgica completa seguida de radioteràpia ofereix la millor possibilitat de control a llarg termini. La resecció incompleta del tumor primari dificulta el control de la malaltia i augmenta les probabilitats de recurrència. La decisió de si s'ha de realitzar una cirurgia completa o incompleta depèn principalment de la ubicació anatòmica del tumor i de la seva proximitat a parts vitals del sistema nerviós central.
Els cordomes són relativament radioresistents i requereixen un control de dosis elevades de radiació. La proximitat dels cordomes a estructures neurològiques vitals com el tronc cerebral i els nervis limita la dosi de radiació que es pot aplicar amb seguretat. Per tant, la radiació altament focalitzada com la teràpia amb protons i la teràpia amb ions de carboni són més efectives que la radiació de raigs X convencional.
Actualment no hi ha medicaments aprovats per tractar el cordoma; tanmateix, diversos han demostrat un benefici modest en assaigs clínics (Pemetrexed, Pembrolizumab, Apatinib i Imatinib).

## Epidemiologia
Els cordomes sacres representen entre el 2 i el 4% de tots els tumors ossis primaris i el 44% de tots els tumors sacres primaris, el que el converteix en el tumor sacre maligne més comú. Al voltant del 50 al 60% dels cordomes es troben a la regió sacrococcígea. Els homes d'entre 40 i 50 anys tenen el doble de probabilitats que les dones de patir cordoma sacre.
Actualment no es coneixen factors de risc ambiental per al cordoma. La duplicació de la línia germinal del gen de transcripció del factor T s'ha identificat com un mecanisme de susceptibilitat important en diverses famílies de cordomes.
Tot i que la majoria de les persones amb cordoma no tenen altres membres de la família amb la malaltia, s'han documentat casos poc freqüents de múltiples casos dins d'una mateixa família. Això suggereix que algunes persones poden estar genèticament predisposades a desenvolupar cordoma, i per tant, poden existir factors de risc genètics o hereditaris implicats en el desenvolupament d'aquest tumor.